# 東京しごとセンター
東京しごとセンター（とうきょうしごとセンター）は、2004年7月に設立された東京都千代田区飯田橋にある東京都民の雇用・就業を支援するための施設である。管理・運営は公益財団法人東京しごと財団が東京都から受託して行っている。
2007年8月に国分寺駅南口に分室「東京しごとセンター多摩」がオープンした。

## 概要
ヤングコーナー（29歳以下を対象）・ミドルコーナー（30歳から55歳までを対象）・シニアコーナー（55歳以上対象）などのコーナーがある。
ヤングコーナーおよびミドルコーナーの実際の業務（仕事紹介やセミナーなど）は、民間会社に再委託されている。
- ヤングコーナーでは、パーソルテンプスタッフ（旧・インテリジェンス）がカウンセリング業務とセミナー業務を請け負っている。
- ミドルコーナーでは、パソナがカウンセリング業務と職業紹介業務、セミナー業務などを担当している。

そのほか、予約制で専門相談（職業適性検査・相談、多様な働き方相談、社会保険・年金相談、起業創業相談）を行っている。こちらは年齢不問である。
2007年度からは、女性、団塊世代、年長者フリーターに特化したセミナーも行っている。
設立から2005年度までは、ミドルコーナーの業務はライトマネジメントジャパン（現・ライトジャパン）と日本マンパワーに委託されていた。しかし2006年2月、日本マンパワーの契約職員が本センター利用者向けの求人に応募していたことが明らかになり、東京しごと財団は情報の私的利用を問題視し、同社への業務委託を2005年度限りで打ち切った。そのため2006年度より同社に代わって、パソナキャリアアセット（現・パソナキャリア）に委託された。
さらに2009年3月、ライトジャパンが2007年10月頃から、求人の年齢や性別について採用側の意向を示す暗号マークを使い、求人票を区別していたことが判明した。東京都は「雇用対策法や男女雇用機会均等法に抵触するおそれがある」とし、同社に暗号マーク使用をやめさせた。その後、2009年7月をもってライトジャパンへの委託を打ち切った。現在はパソナ1社のみに委託されている。
2007年度に新設された「東京しごとセンター多摩」では、全年齢に対して、日本マンパワーがカウンセリング業務、セミナー業務を行っている。

## フロア
12F 都立中央・城北職業能力開発センター高年齢者校
11F 都立中央・城北職業能力開発センター高年齢者校
10F 都立中央・城北職業能力開発センター高年齢者校
9F 東京都労働相談情報センター、東京都労働資料センター
8F 財団法人 東京しごと財団（東京都シルバー人材センター連合事務局）
7F 東京都職業能力開発協会 東京都福祉人材センター人材情報室、東京都ひとり親家庭支援センター はあと飯田橋
6F ---------------------
5F 能力開発フロア、障害者雇用就業サポートデスク、緊急就職支援相談窓口、貸出施設
4F 能力開発フロア
3F ヤングコーナー、ハローワーク飯田橋U-35（ゆーさんじゅうご）
2F ミドルコーナー
1F 総合相談・専門相談・女性しごと応援テラス、シニアコーナー、ハローワーク飯田橋高齢者職業相談室

## 交通
本館
- 飯田橋駅（JR中央・総武線・東京メトロ東西線・有楽町線・南北線・都営地下鉄大江戸線）
- 九段下駅（東京メトロ東西線・半蔵門線・都営地下鉄新宿線）
- 水道橋駅（JR中央・総武線・都営地下鉄三田線）

多摩分室
- 国分寺駅（JR中央線・西武多摩湖線・西武国分寺線）

## テレビ番組
- 日経スペシャル ガイアの夜明け ～不況を突破する働き手たち～（2010年2月9日、テレビ東京）[1]。- 中高年の就職氷河期を取材。